# Garage Inc.
Garage Inc. is het achtste album van de Amerikaanse metalband Metallica en bestaat alleen uit covers van nummers van andere artiesten.
Hoewel Sabbra cadabra slechts als zodanig is genoemd, is het een combinatie van Black Sabbaths Sabbra cadabra en The national acrobat. Tuesday's gone werd opgenomen in 1997 met verscheidene gastartiesten toen Metallica een radioprogramma presenteerde buiten Los Angeles. Turn the Page is een cover van Bob Segers album Back uit 1972. Het nummer Whiskey in the Jar is gecoverd van Thin Lizzy, maar is oorspronkelijk een Iers volksliedje onder andere gespeeld door The Dubliners.
Mercyful fate is een medley van vijf nummers:
- Satan's fall
- Curse of the pharaohs
- A corpse without soul
- Into the coven
- Evil

## Tracklist

### Schijf 1
Bevat nieuw opgenomen covers:
1. Free speech for the dumb - 2:35 (Discharge)
2. It's electric - 3:33 (Diamond Head)
3. Sabbra cadabra - 6:20 (Black Sabbath)
4. Turn the page - 6:06 (Bob Seger)
5. Die, die my darling - 2:26 (The Misfits)
6. Loverman - 7:52 (Nick Cave and The Bad Seeds)
7. Mercyful fate - 11:11 (Mercyful Fate)
8. Astronomy - 6:37 (Blue Oyster Cult)
9. Whiskey in the jar - 5:04 (traditioneel Iers volkslied)
10. Tuesday's gone - 9:03 (Lynyrd Skynyrd)
11. The more I see - 4:48 (Discharge)

### Schijf 2
Bevat alle eerder verschenen covers:
1. Helpless - 6:36 (Diamond Head)
2. The small hours - 6:40 (Holocaust)
3. The wait - 4:52 (Killing Joke)
4. Crash course in brain surgery - 3:08 (Budgie)
5. Last caress/Green hell - 3:29 (The Misfits)
6. Am I evil? - 7:50 (Diamond Head)
7. Blitzkrieg - 3:36 (Blitzkrieg)
8. Breadfan - 5:41 (Budgie)
9. The prince - 4:24 (Diamond Head)
10. Stone cold crazy - 2:17 (Queen)
11. So what - 3:08 (Anti-Nowhere League)
12. Killing time - 3:03 (Sweet Savage)
13. Overkill - 4:05 (Motörhead)
14. Damage case - 3:40 (Motörhead)
15. Stone dead forever - 4:51 (Motörhead)
16. Too late too late - 3:12 (Motörhead)